# Albert Vidal
Albert Vidal (n. Barcelona, 1946) es un actor y autor español. Mimo, bardo y recreador del lenguaje teatral, ha desarrollado más de medio centenar de obras entre teatro visual, performances de arte, cortometraje, vídeo, fotografía y música.

## Trayectoria
Entró en mundo del teatro en su ciudad natal y más tarde, también en el marco del teatro independiente, en el grupo Teatro Ara de Málaga y en el ambiente del café-teatro en la capital de España. Inició un periplo de formación y desarrollo en Europa con maestros como Jacques Lecoq o Dario Fo, experiencias que llegarían a otorgarle título de "maestro del arte de la voz y el movimiento".  A partir de 1976, abierto el proceso democrático español, regresó a Barcelona, donde más tarde montó su propia compañía. En ese primer periodo como autor impuso parte de su estilo, estética e ideología profesional en el montaje del espectáculo El bufón, como único intérprete y autor del texto, con música de Philippe Capdenat.
Además de su presencia en las actividad cultural española, ha trabajado como actor estable de la Compañía de Darío Fo en Milán, en lengua francesa para el Theatre National Populaire bajo la dirección de David Esrig, asociado con Estabros Doufexis para el Stadt Theater de Bielefeld en Alemania; y como colaborador en la Compañía Mai Juku de Min Tanaka en Plan B de Tokio, donde amplió técnicas con Kazuo Ohno.
Tras haber estudiado danza topeng en Bali, «butoh» en Japón y danzas de posesión «borí» en Níger, Vidal concibió a principios de la década de 1990, lo que él denomina "arte telúrico", que fue presentado en el Institute of Contemporary Arts de Londres con buena acogida de la crítica internacional. En ese capítulo de su actividad se desarrollan los primeros cantos telúricos en la India, norte de la península ibérica y Mongolia.

### Cine, televisión y proyección internacional
Ha participado en más de veinte películas y en diversas producciones televisivas. La mayor parte de su obra ha sido representada en festivales de teatro de Europa, Centroamérica, Estados Unidos, Canadá y Japón.